# 웨더 위저드
웨더 위저드(영어: Weather Wizard)는 DC 코믹스의 슈퍼빌런으로, 본명은 마크 마던(영어: Mark Mardon) 또는 마르코 마르돈(스페인어: Marco Mardon)이다. 주로 플래시의 적으로써 등장한다. 1959년 《플래시》 110화에 처음 등장하였다.

## 등장인물의 생애

### 생애
마크 마던(Mark Mardon)은 범죄를 저지르다 체포되어 교도소로 이송되던 중 호송차량에서 탈출한다. 마던은 몸을 의탁하고자 형 클라이드(Clyde)의 집을 찾아갔는데, 클라이드는 심장마비로 사망한 뒤였다. 유능한 과학자였던 클라이드는 죽기 직전까지 기상현상을 제어하는 방법을 연구하고 있었고 자신의 연구 성과를 노트에 기록해두었다. 마크 마던은 그 노트에 쓰인 방법을 응용하여 날씨를 자유자재로 조종할 수 있는 지팡이를 제작하였고, 스스로를 웨더 위저드(날씨 마법사)로 칭한다. 이윽고 그는 지팡이의 기능을 사용해 크고작은 범죄를 저지르며 돌아다닌다. 웨더 위저드는 자신을 체포했던 경찰관에게 해를 입히려다가 플래시 배리 앨런에게 패배한다.
《무한 지구의 위기》에서 배리 앨런이 사망한 뒤, 웨더 위저드는 잠시 은퇴했다가 캡틴 콜드, 히트 웨이브, 캡틴 부메랑, 미러 마스터와 같은 다른 플래시의 적대자들과 모여 '로그스'를 조직한다. 이들은 나중에 네론의 해방의 제물로 희생되기도 했으나, 월리 웨스트가 네론을 쓰러뜨리고 부활했다.
웨더 위저드는 블랙스미스의 범죄 조직에 들어간다. 위저드는 블랙스미스로부터 키스톤시티 경찰관 줄리 잭햄과 하룻밤을 보내고 얻은 아들 '조시'가 있음을 듣게 되었다. 조시는 위저드의 영향인지 선천적으로 날씨를 조종하는 능력을 갖고 있었다. 위저드는 자기보다 우월한 조시의 능력을 탐내고 월리 웨스트의 아내 린다 박으로부터 조시를 납치했다. 조시가 어떻게 능력을 얻었는지 알기 위해 해부하려 들던 위저드는 순간, 조시의 눈동자를 마주하고 형 클라이드와 똑같은 눈을 지닌 조시에게 감화되어 해부를 주저하게 된다. 결국 위저드는 플래시의 등장으로 체포되어 아이언하이츠 교도소로 보내지지만, 또 다시 탈출한다. 블랙스미스의 조직이 와해된 후 웨더 위저드는 미러 마스터, 트릭스터, 캡틴 콜드와 함께 로그스를 재조직한다.

### One Year Later
One Year Later, 웨더 위저드와 로그스 멤버들은 플래시 바트 앨런을 죽이려고 온 이너시아의 습격을 당한다. 이너시아는 위저드의 지팡이를 파괴하고, 30세기의 정신 조작 기술로 위저드의 심리적 장벽을 무너뜨려 능력을 거리낌 없이 사용토록 바꾸었다. 이너시아는 나중에 패배하고 돌아가나 위저드는 다른 로그스 멤버와 같이 바트를 죽음으로 몰고 간다. 위저드는 이때 자기 능력으로 바트에게 번개를 떨어뜨렸다. 싸움 끝에 바트 앨런의 정체가 드러나자 위저드는 로그스가 어린 아이를 살해했다는 것에 큰 충격을 받는다.

### Salvation Run
다른 로그스 멤버(캡틴 콜드, 히트 웨이브, 미러 마스터, 아브라 카다브라)와 같이 추방당한다.

### 파이널 크라이시스: 로그스의 복수
웨더 위저드는 리브라의 시크릿 소사이어티의 멤버로 들어간 듯했다. 그러나 이 작품에서 다른 로그스 멤버들과 함께 리브라의 제안을 거절했으며 현재 상황에서 한 발 빠져 있고자 했다는 것이 밝혀진다. 리브라는 조시를 유괴하고는 합류하지 않으면 조시를 죽이겠다고 협박한다. 나중에 이너시아가 직접 조시를 죽이자, 위저드는 로그스의 동료들과 힘을 합쳐 이너시아를 쓰러뜨린다.

### 뉴52
뉴52의 스토리에서도 웨더 위저드와 배리 앨런과의 관계는 거의 변하지 않았으나, 그의 기원 설정이 살짝 변경되었다. 본명은 마르코 마르돈(Marco Mardon)이며, 형 클라우디오(Claudio)와 함께 라틴계 마피아 조직의 두목으로 등장한다. 아버지의 죽음 이후 집을 나갔으나 클라우디오가 살해당하고 조직을 운영하기 위해 돌아오게 되었다. 한편 납치당한 패티 스피벗을 찾고 있었던 플래시가 습격해오고, 죽은 클라우디오의 부인 엘사가 납치범이자 남편을 살해한 인물임이 밝혀진다. 마르코는 이러한 진상에 큰 충격을 받고 번개를 불러와 엘사와 함께 자살을 시도한다. 하지만 그는 죽지 못했고, 그의 앞에 골든 글라이더가 나타난다.

## 능력
기상현상을 제어할 수 있는 특수한 지팡이를 사용해 날씨를 자유자재로 조종할 수 있다. 이 지팡이는 죽은 형이 남긴 기술로 만들어졌으며 눈, 번개, 안개, 바람 등을 일으킨다. 토네이도처럼 규모가 큰 기상현상도 불러일으킬 수 있다.
이너시아(Inertia)가 지팡이를 파괴하고 30세기식 심리치료로 웨더 위저드의 심리적 장벽을 없애준 뒤로, 지팡이 없이도 날씨를 조종할 수 있게 되었다.

## 평행 세계

### 지구-33
웨더 위저드는 마술사의 세계 지구-33에도 존재한다.

### 플래시포인트
플래시포인트의 대체우주에서 웨더 위저드는 아이언하이츠 교도소에 수감된 상태였다. 이후 미러 마스터가 위저드를 찾아와 로그스를 조직하게 된다. 위저드는 아이언하이츠에서 탈옥하고 나서 형 클라이드를 죽인 시티즌 콜드에게 복수할 것을 다짐한다. 시티즌 콜드는 위저드와 대면 후 그를 죽이면서, 사실 콜드를 고용한 것은 클라이드였다는 것을 알려준다.

### 25세기
프로페서 줌의 25세기 미래에서, 웨더 위저드는 웨더 워록(Weather Warlock)이라는 이름으로 경찰 조직 '레니게이즈'의 일원으로서 활동한다.

## 다른 매체에서의 모습

### TV 드라마
- 《플래시》에서는 채드 룩과 리엄 매킨타이어가 각각 클라이드와 마크 마던 형제를 연기했다.[10] 드라마 1화에서 마던 형제는 은행강도를 벌이다 스타 연구소에서 터진 입자 가속기 폭발 사고에 휘말리면서 날씨를 조종할 수 있는 초능력을 얻는다.